# Craig Spitzer
Craig W. Spitzer (Lake Forest, Illinois; 18 de diciembre de 1945) es un exjugador de baloncesto estadounidense que jugó una temporada en la NBA, además de hacerlo en la CBA y en diversas ligas europeas. Con 2,13 metros de estatura, lo hacía en la posición de pívot. En la actualidad es representante de jugadores en Francia, donde reside.

## Trayectoria deportiva

### Universidad
Jugó tres temporadas con los Green Wave de la Universidad Tulane, liderando a su equipo en su temporada júnior en porcentaje de tiros de campo, con un 47,5% de acierto.

### Profesional
Tras no ser elegido en el Draft de la NBA de 1967, fichó como agente libre por los Chicago Bulls, con los que jugó una temporada en la que promedió 1,8 puntos y 2,4 rebotes por partido.
Al año siguiente fue incluido en el Draft de Expansión que se celebró por la llegada de nuevos equipos a la liga, siendo elegido por Phoenix Suns, con los que no llegó a jugar. Estuvo dos temporadas en la CBA para posteriormente marcharse a jugar a Europa, haciéndolo en Israel, Suecia, Holanda y finalmente en Francia, donde se retiró en 1980.

## Estadísticas de su carrera en la NBA

### Temporada regular
| Temporada | Edad | Equipo        | Liga | Pos. | P  | TIT | MIN | TC  | TCA | %TC  | 3P | 3PA | %3P | 2P  | 2PA | %2P  | TL  | TLA | %TL  | R.OF. | R.DEF. | REB | ASIS | ROB | TAP | PER | FP  | PTS |
| 1967-68   | 22   | Chicago Bulls | NBA  | C    | 10 |     | 4.4 | 0.8 | 2.1 | .381 |    |     |     | 0.8 | 2.1 | .381 | 0.2 | 0.3 | .667 |       |        | 2.4 | 0.0  |     |     |     | 0.4 | 1.8 |
| Total     |      |               | NBA  |      | 10 |     | 4.4 | 0.8 | 2.1 | .381 |    |     |     | 0.8 | 2.1 | .381 | 0.2 | 0.3 | .667 |       |        | 2.4 | 0.0  |     |     |     | 0.4 | 1.8 |

### Playoffs
| Temporada | Edad | Equipo        | Liga | Pos. | P | TIT | MIN | TC  | TCA | %TC  | 3P | 3PA | %3P | 2P  | 2PA | %2P  | TL  | TLA | %TL | R.OF. | R.DEF. | REB | ASIS | ROB | TAP | PER | FP  | PTS |
| 1967-68   | 22   | Chicago Bulls | NBA  | C    | 1 |     | 3.0 | 0.0 | 3.0 | .000 |    |     |     | 0.0 | 3.0 | .000 | 0.0 | 0.0 |     |       |        | 3.0 | 1.0  |     |     |     | 0.0 | 0.0 |
| Total     |      |               | NBA  |      | 1 |     | 3.0 | 0.0 | 3.0 | .000 |    |     |     | 0.0 | 3.0 | .000 | 0.0 | 0.0 |     |       |        | 3.0 | 1.0  |     |     |     | 0.0 | 0.0 |